# Gaius Quinctius Valgus
Gaius Quinctius Valgus war ein römischer Beamter im Pompeji des 1. Jahrhunderts v. Chr.
Quinctius Valgus war kein alteingesessener Bürger Pompejis. Es ist anzunehmen, dass er im Zuge der Gründung der sullanischen Kolonie Pompeji in die kampanische Stadt kam. Dort machte er eine steile Magistratskarriere. Eine Inschrift am in den ersten Jahren der Kolonie Pompeji erbauten teatrum tectum nennt ihn und seinen Amtskollegen Marcus Porcius in ihrer Eigenschaft als duumviri als Verantwortliche für den Bau, den sie im Auftrag des Stadtrates durchführen ließen.
Lässt das noch nicht auf ein großes eigenes Vermögen schließen, muss man jedoch davon ausgehen, dass Quinctius Valgus ein reicher Mann war, da er – wiederum mit Marcus Porcius – das Amphitheater in Pompeji aus eigenen Mitteln errichten ließ. Das Amphitheater der Stadt war das erste überhaupt, somit begaben sich die beiden Bauherren auf Neuland. In der Bauinschrift am Amphitheater werden beide als duumviri quinquennales – als Fünfjahresbeamte, Censoren – bezeichnet. Wahrscheinlich ist die Errichtung des Amphitheaters als Einlösung eines Wahlversprechen zu sehen, das beide abgaben, um als Zensoren gewählt zu werden.
Obwohl Quinctius Valgus eine Magistratskarriere in Pompeji durchlief, lebte er selbst nicht in der Stadt, weshalb er auch nicht wie Porcius mit einem Ehrengrab durch die Stadtverwaltung geehrt wurde.